# Словесные названия российского оружия/Т
Словесные названия российского оружия
А
Б
В
Г
Д
Е
Ё
Ж
З
И
К
Л
М
Н
О
П
Р
С
Т
У
Ф
Х
Ц
Ч
Ш
Щ
Э
Ю
Я
- «Табор» — ретранслятор сигналов для разведывательно-сигнализационной аппаратуры «Табун»
- «Табун» — малогабаритная разведывательно-сигнализационная аппаратура 1К124
- «Таволга» — 105-мм реактивная противотанковая граната РПГ-27 (6Г22) (ТКБ-0174)
- «Тавр» — тепловизор высокого разрешения для низкоорбитальных спутников
- «Тайга» — гидрографическое судно проекта 862
- «Тайга» — нож-мачете
- «Тайга» — 5,6-мм малокалиберная произвольная винтовка МЦВ-56
- «Тайфун» — серия космических аппаратов
- «Тайфун» — авиационный радиолокационный прицел РП-26
- «Тайфун» — ПТУР 9М15 (301П) опытное танковое вооружение
- «Тайфун» — ракетный комплекс Д-19 для АПЛ
- «Тайфун» — ЗУР Р-103 (твердотопливная)
- «Тайфун» — автоматизированный комплекс связи надводных кораблей Р-785
- «Тайфун» — аппаратура Л-067 РТР и ЦУ (КСР-5П)
- «Тайфун» — комплекс вооружения (боевой модуль) для бронетехники
- «Тайфун» — проект многоцелевого палубного самолёта
- «Тайфун» — проект РЛС (для С-25; ДРЛО и Г-400 (Ту-4))
- «Тайфун» — семейство бронеавтомобилей повышенной защищённости, разработанное кооперацией из более чем 120 предприятий
  - «Тайфун-1» — специальный бронированный автомобиль, созданный на шасси КамАЗ-4310 для доставки личного состава подразделений особого назначения силовых ведомств
  - «Тайфун-К» — универсальный бескапотный бронеавтомобиль повышенной защищённости КамАЗ-63968 («Тайфун-КамАЗ»/«Тайфун-Камский»)
  - «Тайфун-У» — универсальный капотный бронеавтомобиль Урал-63095 и Урал-63099 («Тайфун-Урал»/«Тайфун-Уральский»)
  - «Тайфун 4×4» — многоцелевой бронеавтомобиль повышенной проходимости КамАЗ-53949
  - «Тайфун-ВДВ» — четырёхколёсный бронеавтомобиль для воздушно-десантных войск КамАЗ-4386
  - «Тайфун-ПВО» — четырёхколёсный бронеавтомобиль КамАЗ-4386 для прикрытия войсковых частей и транспортировки расчётов ПЗРК «Игла», «Игла-С» и «Верба»
- «Тайфун-1» — 7,62-мм спортивная однозарядная произвольная винтовка ЦВТ-1
- «Талас» — авиационная аппаратура (на Ка-27)
- «Таллин» — крейсеры проекта 83
- «Тальвар» — экспортные фрегаты проекта 1135.6 серии «Тальвар», построенные в России для ВМС Индии [Talwar]
- «Тамань-База» — командно-измерительная система
- «Тамир» — корабельная ГАС миноискания МГ-11 для тральщиков
- «Танаис» — радиорелейная станция Р-414СМ
- «Тангаж» — авиационная РТР станция СРС-13
- «Тандем» — проект сверхтяжёлого транспортного самолёта М-52
- «Тандем» — корабельный радиопередатчик Р-650
- «Танин» — одноступенчатый термобарический выстрел ТБГ-7В (7П33) к РПГ-7
- «Танкер» — самолёт летающая лаборатория Ан-12
- «Танкер» — проект самолёта-заправщика (на базе М-50)
- «Танкист» — семейство десантных катеров (самоходных барж) проектов Т-4, Т-4М, 306 и 1785
- «Тантал» — возбудитель ВТ-14;-23-;-34 для радиопередатчиков
- «Тантал» — наземный радиолокационный запросчик НРС-15К1 (1РЛ225)
- «Тантал» — корабельный КВ радиопередатчик Р-657
- «Тантал» — серия двухпозиционных радиоволновых извещателей для охраны периметра
- «Тапир» — большой десантный корабль проекта 1171 [Alligator]
- «Таран» — противоракетный комплекс на базе МБР УР-100 (проект)
- «Таран» — полковой тактический ракетный комплекс (для танковых войск)
- «Таран» — опытный танковый КУВ
- «Таран» — авиационный теплопеленгатор
- «Таран» — КВ приёмник Р-381
- «Таран» — комплекс радиотехнической разведки Р-381Т
- «Таран» — береговая СДВ радиостанция
- «Таран» — 152-мм опытная противотанковая САУ СУ-152 (объект 120)
- «Тарантул» — пограничный сторожевой катер проекта 205П/205ПЭ [Stenka]/[Slepen]
- «Тарантул» — опытный танк Т-80УМ2 («Чёрный орёл»)
- «Тарантул» — специальный автомобиль с шинами сверхнизкого давления («Кайман»)
- «Тарантул» — бронеавтомобиль Тарантул-19312 на базе УАЗ-3163 «Патриот»
- «Тарзан» — разгрузочный жилет М-24
- «Тарзан» — палубный штурмовик Ту-91 («Бычок»)
- «Тарту» — рейдовый танкер проекта 437К
- «Татра» — авиационная аппаратура (Ту-134)
- «Татьяна» — 30-кт тактическая атомная бомба 8У69 («изделие 244Н», заряд РДС-4Т)
- «Татьяна» — ЗУР 215 (207Т) со специальной БЧ
- «Тверь» — лёгкое пехотное орудие Д-395
- «Текон» — пассивная ТВ ГСН Т-2
- «Телескоп» — РЛС обнаружения низколетящих целей
- «Тембр» — тренажёр
- «Тембр» — автоматизированный звукометрический комплекс АЗК-5 (1Б17)
- «Темп» — самонаводящаяся противотанковая/противовертолётная мина
- «Темп-С» — фронтовой оперативно-тактический ракетный комплекс 9К76 (ОТР-22) [SS-12/SS-22 Scaleboard] [SS-22]
- «Темп-2С» — подвижный грунтовый ракетный комплекс 15П642 с МБР РС-14 [SS-16 Sinner]
- «Темрюк» — разведывательный корабль проекта 08622
- «Тендер» — оперативно-тактический ракетный комплекс 9К720 («Искандер»)
- «Тепло» — 140-мм турбореактивный снаряд тепловых помех для ПК-2
- «Терек» — аппаратная К3-12Б правительственной связи на БТР-80
- «Терек» — мобильная РЛС П-18 (1РЛ131)
- «Терек» — автоматическая телеметрическая система
- «Терек» — средний морской танкер проекта 577
- «Терек» — автопрокладчик курса на АПЛ проекта 627
- «Терек» — фронтовой комплекс синхронного пеленгования Р-368
- «Терилен» — спутник фоторазведки
- «Терм» — тепловизионная камера
- «Терминатор» — истребитель с ОВТ Су-37 [Super Flanker]
- «Терминатор» — боевая машина поддержки танков БМПТ («Рамка»)
- «Терминатор» — вертолёт Ми-8АМТШ
- «Терминатор» — экспериментальный самолёт А-60
- «Терминатор» — бортовой приёмоиндикатор 14Л91 СНС ГЛОНАСС
- «Термит» — ПКР П-15М (4К51) [SS-N-2С Styx]
- «Термостат» — опытная НАР ТРС-85
- «Терра» — опытная лазерная установка комплекса Терра-3
- «Терра-3» — полигонный комплекс для создания и испытания боевых лазеров большой мощности на полигоне Сары-Шаган
- «Терция» — корабельная система управления постановкой пассивных помех
- «Терьер» — патрульный катер проекта 14170
- «Тесла» — корабельная РЛС
- «Тестер» — авиационный «чёрный ящик»
- «Тетис» — глубоководный аппарат
- «Тетра» — комплекс технических средств Р-179
- «Тигр» — авиационная прицельно-навигационная система ПНС-24М
- «Тигр» — серия многоцелевых бронированных и небронированных автомобилей повышенной проходимости
  - «Тигр-6А» — специальное транспортное средство (СТС) безопасной перевозки командного состава военных структур в условиях боевых действий (класс бронезащиты - 6а)
  - «Тигр-Б» — бронированный автомобиль повышенной проходимости
  - «Тигр-М» — бронированный автомобиль повышенной проходимости
  - «Тигр-МД» — вариант для Воздушно-десантных войск России с возможностью парашютного десантирования
- «Тигр» — проект корабельного истребителя МиГ
- «Тигр» — сторожевой корабль проектов 20380-20382 (экспортный)
- «Тигр» — охотничий карабин на базе СВД
  - «Тигр-7,62» — базовая модель под патрон 7,62×54R
  - «Тигр-9» — вариант под патрон 9,3×64
  - «Тигр-308» — вариант под патрон .308 Winchester
  - «Тигр-30-06» — вариант под патрон .30-06 Springfield
- «Тинтро» — глубоководный аппарат
- «Типчак» — БПЛА 9М62 комплекса 1К132 (воздушная артиллерийская разведка)
- «Тиски» — дистанционно-управляемый гранатомётный комплекс 6С3
- «Тисс» — 9-мм малогабаритный автомат ОЦ-11
- «Титан» — большой разведывательный корабль проекта 1941 (ССВ-33) [Kapusta]
- «Титан» — корабельная ГАС кругового обзора и целеуказания МГ-312
- «Титан» — 9-мм револьвер ОЦ-17
- «Титанит» — корабельная система освещения надводной обстановки
- «Тишина» — 7,62/30-мм стрелково-гранатомётный комплекс
- «Тобол» — морской навигационный комплекс
- «Тобол» — корабельный СДВ радиоприёмник Р-694
- «Тобол» — авиационный автоматический радиокомпас АРК-15
- «Тобол» — радиоприборный комплекс РПК-2 (1А7) для ЗСУ-23-4 «Шилка»
- «Тобол» — стрельбовой комплекс ПР А-350Р
- «Ток» — глубоководный трал
- «Тон» — авиационная РЛС (радиопеленгатор заднего обзора)
- «Тонус» — программно-технический комплекс 65С941 (АСУ медицинской службы)
- «Топаз» — тральщик-волновой охранитель проекта 1256 [Andryusha]
- «Топаз» — оптико-фотографическая аппаратура видового наблюдения
- «Топаз» — аппаратура каналообразования П-300-П-303
- «Топаз» — корабельная РЛС МР-320
- «Топаз» — ГСН на ракете Р-23Р
- «Топаз» — ядерная энергетическая установка для ИСЗ
- «Топаз» — авиационный радиолокационный прицельный комплекс
- «Топограф» — топографический оптико-электронный комплекс
- «Тополь» — подвижный ракетный комплекс стратегического назначения c МБР РТ-2ПМ (15П158) [SS-25 Sickle]
  - «Тополь-М» — ракетный комплекс стратегического назначения c МБР (шахтный 15П065 и подвижный 15П165) РТ-2ПМ2 [SS-27 Sickle B]
- «Тополь» — авиационный навигационный комплекс на Ан-72/74
- «Тополь» — ночной наблюдательный прибор ННП-21
- «Тополь» — ПУС КСР «Щука»
- «Тополь» — РЛС ПВО
- «Тополь» — приставка для приёма Р-327
- «Тополь» — башенная пулемётная установка
- «Тополь» — мобильная наземная высокопотенциальная станция помех 1Л234
- «Тор» — ЗРК 9К330 [SA-15 Gauntlet]
- «Торец» — имитатор ракеты-носителя Протон-К
- «Торий» — корабельный артиллерийский вычислитель
- «Торий» — авиационная РЛС
- «Торнадо» — морской ЗРК
- «Торнадо» — перспективные модульные системы реактивная система залпового огня калибрами 122-мм и 300-мм
  - «Торнадо-Г» — 122-мм модернизированная реактивная система залпового огня 9К51М на основе «Град» (Торнадо-Град)
  - «Торнадо-С» — 300-мм модернизированная реактивная система залпового огня 9К515 на основе «Смерч» (Торнадо-Смерч)
- «Торнадо» — ракетно-артиллерийский корабль проекта 21632
- «Торнадо-У» — полноприводный (6×6) капотный крупнотоннажный грузовой автомобиль Урал-63706-0010
- «Торос» — авиационная РЛС бокового обзора
- «Торф» — ТРС станция Р-412
- «Тотем» — авиационная инерциально-спутниковая навигационная система
- «Точка» — тактический ракетный комплекс 9К79 (ОТР-21) [SS-21 Scarab]
  - «Точка-У» — тактический ракетный комплекс 9К79-1 (ОТР-21) [SS-21 Scarab B]
    - «Точка-Р» — ракета ТРК «Точка-У», оснащённая пассивной радиолокационной головкой самонаведения
- «Точка» — специальная фотокамера
- «Травматизм» — медицинская машина для ВДВ БММ-1Д
- «Тракт» — тепловизионный прицел ТПВТ (1ПН65)
- «Трал» — корабельная радиостанция
- «Трал» — телеметрическая система МБР Р-7
- «Транспорт» — носимая радиостанция 11Р32Н
- «Трансформатор» — 420-мм специальный (ядерный) выстрел
- «Трап» — СДВ радиоприёмник Р-391В
- «Трап» — корабельные СДВ (Р-720) и СВ (Р-721) радиоприёмники радиоразведки
- «Трапеция» — станция радиотехнической разведки
- «Трасса» — АСУ воздушным движением
- «Трасса» — линейное проводноволновое средство обнаружения
- «Траст» — проект создания плазменного оружия
- «Требование» — корабельная БИУС
- «Тревога» — сумка
- «Трезубец» — корабельный ЗРК с НУР
- «Трезубка» — 30-мм боеприпасы к 2А42
- «Трель» — машина авианаведения
- «Треугольник» — ЗУР ЗПРК «Тунгуска»
- «Триада» — переносная станция радиоразведки УКВ диапазона Р-396Т1
- «Триада» — приёмоиндикатор Т-737 (ГЛОНАСС/GPS) для ракетно-космической техники
- «Тритон» — сверхмалые подводные лодки-носители легководолазов проектов 908 и 907
  - «Тритон-1М» — сверхмалые подводные лодки-носители проекта 907
  - «Тритон-2» — сверхмалые подводные лодки-носители проекта 908
- «Тритон» — проект погружаемого аппарата на динамической воздушной подушке
- «Тритон» — приёмник маркерных сигналов МРСА «Табун»
- «Тритон» — возбудитель в Р-140-0,5 «Арбалет»
- «Тритон» — система модульного комплекса подавления каналов управления и передачи данных FPV-дронов в диапазонах 868/915/1300/2400 МГц с возможность установки на подвижную технику «Лаборатории ППШ»
- «Триумф» — ЗРК С-400 (Триумфатор) [SA-21 Growler]
- «Триумф» — бинокль ночного видения
- «Триумфатор-М» — зенитный ракетный комплекс 55Р6М (С-500 «Прометей»)
- «Тройник» — система МВУ-460 для приёма информации и целеуказания от вертолётов РЛД для ТАКР проекта 1143.4
- «Трон» — корабельная БИУС
- «Трона» — система топографического ориентирования
- «Тропа» — радиолокационная станция П-15 (1РЛ13)
- «Тропа» — станция радиотехнической разведки ТУ-С, ТУ-А
- «Тропа» — переносной заряд разминирования ЗРП-2
- «Тропик» — авиационная радиотехническая система дальней навигации РСДН-3С
- «Тропик» — ботинки с высокими берцами(облегченные)
- «Трос» — периметровое средство обнаружения обрывного типа
- «Тростник» — нож-мачете
- «Труба» — ядерный заряд РДС-6Т
- «Трюм» — прибор управления торпедной стрельбой
- «Тубус» — пассивная ТВ ГСН Т-2М1 на Х-29
- «Тукан» — корабельная станция обнаружения кильватерного следа МНК-200-1
- «Тулей» — общевойсковой защитный шлем СШ-68М (6Б14)
- «Тулома» — ГАС
- «Тулумбас» — 122-мм НАР С-13 (с проникающей БЧ)
- «Туляк» — 23-мм пистолет
- «Туман» — СДВ-ПВ радиоприёмник Р-672 (2ГЛК)
- «Туман» — корабельный прибор ночного видения
- «Туман» — химическая головная часть к ОТР Р-17
- «Туман» — маскировочный грим (паста)
- «Тунгуска» — ЗПРК 2К22 [SA-19 Grisom]
- «Тунджа» — самоходный миномёт 2С10 (Буревестник)
- «Тундра» — инженерная машина БТМ-4М
- «Тундра» — космический аппарат 14Ф142
- «Тур» — комплекс МВУ-430 для управления боевыми действиями авиации ТАКР пр. 11434
- «Тур» — противолодочный сторожевой корабль на воздушной подушке проекта 10230 (проект)
- «Тура» — малое гидрографическое судно проекта 860Б
- «Турболёт» — экспериментальный аппарат ВВП
- «Турель» — РЛС управления огнём МР-105 АУ АК-726
- «Туча» — гранатомёт пуска дымовых гранат 902В
- «Туча» — корабельная БИУС МК-101 (МВУ-100) для ПЛ проекта 667А
- «Туча» — авиационная метеостанция
- «Тюлень» — противодиверсионный корабль пр. 2035
- «Тюльпан» — береговой теплопеленгатор
- «Тюльпан» — танковый радиолокационный дальномер 1РД16
- «Тюльпан» — 240-мм самоходный миномёт 2С4
- «Тюльпан» — спутник-мишень ДС-П1-М
- «Тюльпан» — оптический прицел 1П29 для АН-94, АК
- «Тюльпан» — самоходная пусковая установка ТРК «Филин»
- «Тюльпан» — корабельная радиостанция
- «Тюльпан» — носимая УКВ радиостанция 61Р1
- «Тюльпан» — вибрационный датчик блокировки решёток
- «Тюльпанчик» — оптический прицел 1П78-3